# Уэстчейз (Флорида)
Уэстчейз (англ. Westchase) — статистически обособленная местность, расположенная в округе Хилсборо (штат Флорида, США) с населением в 11 116 человек по статистическим данным переписи 2000 года.

## География
По данным Бюро переписи населения США статистически обособленная местность Уэстчейз имеет общую площадь в 27,97 квадратных километров, из которых 27,71 кв. километров занимает земля и 0,26 кв. километров — вода. Площадь водных ресурсов округа составляет 0,93 % от всей его площади.
Статистически обособленная местность Уэстчейз расположена на высоте 5 м над уровнем моря.

## Демография
По данным переписи населения 2000 года в Уэстчейзe проживало 11 116 человек, 3207 семей, насчитывалось 4177 домашних хозяйств и 4742 жилых дома. Средняя плотность населения составляла около 397,43 человек на один квадратный километр. Расовый состав населённого пункта распределился следующим образом: 86,91 % белых, 5,06 % — чёрных или афроамериканцев, 0,10 % — коренных американцев, 4,08 % — азиатов, 0,01 % — выходцев с тихоокеанских островов, 1,69 % — представителей смешанных рас, 2,15 % — других народностей. Испаноговорящие составили 11,89 % от всех жителей статистически обособленной местности.
Из 4177 домашних хозяйств в 41,4 % воспитывали детей в возрасте до 18 лет, 69,5 % представляли собой совместно проживающие супружеские пары, в 5,3 % семей женщины проживали без мужей, 23,2 % не имели семей. 16,9 % от общего числа семей на момент переписи жили самостоятельно, при этом 2,7 % составили одинокие пожилые люди в возрасте 65 лет и старше. Средний размер домашнего хозяйства составил 2,66 человек, а средний размер семьи — 3,04 человек.
Население статистически обособленной местности по возрастному диапазону по данным переписи 2000 года распределилось следующим образом: 27,4 % — жители младше 18 лет, 4,4 % — между 18 и 24 годами, 43,1 % — от 25 до 44 лет, 19,6 % — от 45 до 64 лет и 5,5 % — в возрасте 65 лет и старше. Средний возраст жителей составил 34 года. На каждые 100 женщин в Уэстчейзe приходилось 96,3 мужчин, при этом на каждые сто женщин 18 лет и старше приходилось 94,6 мужчин также старше 18 лет.
Средний доход на одно домашнее хозяйство статистически обособленной местности составил 79 561 доллар США, а средний доход на одну семью — 88 036 долларов. При этом мужчины имели средний доход в 55 962 доллара США в год против 38 300 долларов среднегодового дохода у женщин. Доход на душу населения статистически обособленной местности составил 79 561 доллар в год. 1,7 % от всего числа семей в населённом пункте и 2,4 % от всей численности населения находилось на момент переписи населения за чертой бедности, при этом 3,1 % из них были моложе 18 лет и 2,5 % — в возрасте 65 лет и старше.